# Единый счёт бюджета
Единый счёт бюджета — счёт (совокупность счетов) для федерального бюджета, бюджетов государственных внебюджетных фондов Российской Федерации), открытый (открытых) Федеральному казначейству в учреждении Центрального банка Российской Федерации отдельно по каждому бюджету бюджетной системы Российской Федерации для учёта средств бюджета и осуществления операций по кассовым поступлениям в бюджет и кассовым выплатам из бюджета.
Является реализацией принципа единства кассы, может пониматься как система (совокупность) банковских счетов, один из которых является основным, а остальные — техническими (транзитными).
В соответствии с бюджетным законодательством бюджетному учреждению могут быть открыты расчётные счета в кредитных организациях. Оно осуществляет операции с бюджетными средствами через лицевые счета, открытые ему в органе Федерального казначейства или финансовом органе субъекта Российской Федерации (муниципального образования).
Единые счета бюджетов обслуживаются учреждениями Центрального банка Российской Федерации. Кредитные учреждения могут привлекаться к выполнению функций по обслуживанию единых счетов бюджетов в случае отсутствия учреждений Центрального банка Российской Федерации на соответствующей территории или невозможности исполнения ими этих функций.
Операции на единых счетах бюджетов осуществляются органами Федерального казначейства либо исполнительным органом государственной власти субъекта Российской Федерации, в случае передачи ему полномочий Федерального казначейства по кассовому обслуживанию исполнения бюджета субъекта Российской Федерации, бюджетов территориальных государственных внебюджетных фондов субъекта Российской Федерации и бюджетов муниципальных образований, входящих в состав субъекта Российской Федерации.
До 2014 года органы управления государственными внебюджетными фондами самостоятельно открывают счета в учреждениях Центрального банка Российской Федерации.
Единые счета бюджетов открываются Федеральному казначейству, управлениям Федерального казначейства по субъекту Российской Федерации (УФК) в учреждениях Центрального Банка Российской Федерации на балансовых счетах:
- № 40105 «Средства федерального бюджета»
- № 40201 «Средства бюджетов субъектов Российской Федерации»
- № 40204 «Средства местных бюджетов»

## Управление операциями со средствами на едином счёте федерального бюджета
Сложившаяся к концу 90-х система сбора средств федерального бюджета и доведения их до получателей бюджетных средств обладала существенными недостатками, в том числе:
1. Для учёта и распределения поступивших доходов использовались 4 счёта. Средства федерального бюджета становились доступными к использованию через 5—6 дней после их поступления.
2. Счета по учёту доходов и расходов федерального бюджета открывались каждому органу федерального казначейства. Большое количество счетов по уровням органов федерального казначейства замедляло прохождение средств от налогоплательщика до получателя бюджетных средств, поставщиков товаров, работ, услуг этим получателям. В результате Правительство Российской Федерации было вынуждено привлекать заёмные средства на финансирование дефицита федерального бюджета при наличии значительных остатков средств федерального бюджета.
3. Отсутствовала возможность оперативного управления остатками средств федерального бюджета, находившихся на многочисленных счетах органов федерального казначейства.
4. Существовал повышенный риск возможных потерь средств федерального бюджета на счетах отделений федерального казначейства, открытых в кредитных организациях.

Распоряжением Правительства Российской Федерации от 23.01.2000 года № 107-р одобрена Концепция функционирования единого счёта федерального казначейства Министерства финансов Российской Федерации по учёту доходов и средств федерального бюджета. Главной целью её реализации являлась централизация доходов и средств федерального бюджета на едином казначейском счёте (ЕКС) Главного управления федерального казначейства Министерства финансов Российской Федерации.
Понятие «единый казначейский счёт» отсутствует в бюджетном законодательстве, иногда оно употребляется вместо понятия «единый счёт бюджета».
В настоящее время для осуществления операций со средствами федерального бюджета Федеральному казначейству открыт счёт № 40105810800000012900, каждому УФК открыт счёт на балансовом счёте № 40105.
Ежедневно УФК перечисляют средства, подлежащие зачислению в федеральный бюджет, со счетов № 40101 «Доходы, распределяемые органами Федерального казначейства между уровнями бюджетной системы Российской Федерации» на счёт № 40105 Федерального казначейства.
На основании платёжных документов, представленных получателями бюджетных средств федерального бюджета и администраторами источников финансирования федерального бюджета, УФК формируют Консолидированные заявки и направляют в Федеральное казначейство.
Федеральное казначейство подкрепляет счета № 40105 УФК, обеспечивая зачисление средств на счета № 40105 УФК к началу следующего рабочего дня.
УФК, после завершения операционного дня, перечисляют остатки средств со счетов № 40105 УФК на счёт № 40105 Федерального казначейства.